# Поленцько (Слубицький повіт)
Поленцько (пол. Połęcko) — село в Польщі, у гміні Осьно-Любуське Слубицького повіту Любуського воєводства.
Населення — 278 осіб (2011).
У 1975-1998 роках село належало до Гожовського воєводства.

## Демографія
Демографічна структура станом на 31 березня 2011 року:
|          | Загалом | Допрацездатний вік | Працездатний вік | Постпрацездатний вік |
| -------- | ------- | ------------------ | ---------------- | -------------------- |
| Чоловіки | 137     | 26                 | 99               | 12                   |
| Жінки    | 141     | 34                 | 79               | 28                   |
| Разом    | 278     | 60                 | 178              | 40                   |